# Karl Johann Friedrich Wilhelm Krafft
Karl Johann Friedrich Wilhelm Krafft (* 25. November 1814 in Köln; † 11. März 1898 in Elberfeld) war ein deutscher evangelischer Pfarrer und Kirchenhistoriker.

## Leben

Karl Johann Friedrich Wilhelm Krafft in jungen Jahren

Er war der erste Sohn des Pfarrers Johann Gottlob Krafft († 1830) und dessen Ehefrau Sophie, geb. Strauß († 1815). Nach dem frühen Tod seiner Mutter übernahm sein Vater, der ein begeisterter Anhänger der Erweckungsbewegung war, die Erziehung. Sein Halbbruder wurde Wilhelm Ludwig. Nach ihres Vaters Tod setzte dessen zweite Ehefrau Louise die Erziehung fort. Ab 1824 erhielt er seine Gymnasialbildung am Progymnasium des sogenannten Carmeliter-Collegiums in Köln.
Als er 1832 sein Theologiestudium in Erlangen begann, fand er Aufnahme im Hause seines Onkels väterlicherseits, Prof. Christian Krafft, dessen Vorlesungen ihn besonders beeindruckten. Infolge eines Studentenaufruhrs musste er Erlangen verlassen. Ab 1834 studierte er in Berlin, wo sein Onkel mütterlicherseits Friedrich Strauß der Universitätsrektor war. Dessen Vorlesungen, sowie die von August Neander, Ernst Wilhelm Hengstenberg und Henrich Steffens zogen ihn hier besonders an. Auf einer Ferienreise nach Prag erkrankte er. Er ging dann 1835 nach Bonn, wo Karl Immanuel Nitzsch und Karl Heinrich Sack seine Lehrer waren. Eine kleine Erbschaft ermögliche ihm noch Philologie zu studieren, welche ihm aber geistlos erschien. 
1837 und 1838 legte er die theologischen Examina ab und war danach kurzzeitig Religionslehrer am Bonner Gymnasium. Ab 1839 wirkte er in verschiedenen Gemeinden als Pfarrer, zuerst in Flamersheim, von 1842 bis 1845 in Hückeswagen, von 1845 bis 1856 in Düsseldorf und zuletzt bis zu seiner Emeritierung 1885 in Elberfeld. 

Karl Johann Friedrich Wilhelm Krafft

Besonders in Düsseldorf engagierte Krafft sich in der Inneren Mission, z. B. bei der Düsseltaler Rettungsanstalt sowie beim Kaiserswerther Diakonissenhaus. Daneben war er Mitglied im Vorstand der Rheinischen Mission. In der Revolution 1848/49 setzte er sich leidenschaftlich für das Recht des preußischen Königs ein. 
Amtlich veranlasst, aber auch aus eigenem Antrieb begann er in seiner Elberfelder Zeit, die Kirchengeschichte seiner Heimat aufzuarbeiten. Am 13. Juni 1863 gründete er zusammen mit dem Gymnasialdirektor Karl Wilhelm Bouterwek (1809–1868) den bis heute bestehenden Bergischen Geschichtsverein, der bald darauf seine Zeitschrift des Bergischen Geschichtsvereins (ZBGV) herausgab. Sowohl hier als auch im Wochenblatt seiner Gemeinde publizierte er. 
Sein großes Verdienst besteht in einer ersten Aufarbeitung der rheinischen Reformationsgeschichte.

## Ehe und Kinder
1854 heiratete er Pauline Hermann († 1892), eine Pastorentochter aus Duisburg, mit der er neun Kinder hatte:
- Sophie (* 1859) ⚭ einen Gräber (ihr Urenkel wurde Wilhelm Becker (1903–1973), zuletzt Studienleiter der  Ev. Akademie Haus Ortlohn in Iserlohn)
- Hermann (1861–1934); wurde Pfarrer in Barmen
- Karl (1862–1942); wurde Pfarrer

## Werke
- Die gelehrte Schule zu Düsseldorf im sechszehnten Jahrhundert unter dem Rectorat von Johann Monheim. In: Programm der Realschule zu Düsseldorf. Düsseldorf 1853, S. 3–32.
- Aufzeichnungen des schweizerischen Reformators Heinrich Bullinger über sein Studium zu Emmerich und Köln (1516-1522) und dessen Briefwechsel mit Freunden in Köln, Erzbischof Hermann von Wied ec.  Ein Beitrag zur niederrheinisch-westfälischen Kirchen-, Schul und Gelehrtengeschichte. Elberfeld 1870.
- (mit Wilhelm Crecelius) Mittheilungen über Alexander Hegius und seine Schüler, sowie andere gleichzeitige Gelehrte, aus den Werken des Johannes Butzbach, Priors des Benedictiner Klosters am Laacher See. In: Zeitschrift des Bergischen Geschichtsvereins 7 (1871), S. 213–288.
- Die Beschlüsse des Rathes der Stadt Köln in Bezug auf die beiden evangelischen Märtyrer Peter Fliesteden und Adolf Clarenbach von ihrer Gefangennahme an bis zur Hinrichtung (1527–1529). In: Zeitschrift des Bergischen Geschichtsvereins 10 (1874), 176–254
- Beiträge zur Geschichte des Humanismus am Niederrhein und Westfalen. In: Zeitschrift des Bergischen Geschichtsvereins 11 (1876), S. 1–68; zusammen mit Wilhelm Crecelius
- Briefe und Dokumente von der Zeit der Reformation im 16. Jahrhundert nebst Mittheilungen über Kölnische Gelehrte und Studien im 15. und 16. Jahrhundert; Elberfeld 1876; zusammen mit Wilhelm Ludwig Krafft. Digitalisierte Ausgabe
- Die Stiftung der Bergischen Provinzialsynode am 21. Juli 1589 zu Neviges bei Elberfeld. Evang. Ges. in Komm, Elberfeld 1889. Digitalisierte Ausgabe der Universitäts- und Landesbibliothek Düsseldorf
- Die Geschichte der beiden Märtyrer der evangelischen Kirche Adolf Clarenbach und Peter Fliesteden, hingerichtet zu Köln am Rhein, den 28.9.1529 ; nach gleichzeitigen städtischen und landesherrlichen Urkunden und aus wieder aufgefundenen Druckschriften erzählt. Evang. Ges., Elberfeld 1886. Digitalisierte Ausgabe
- Erinnerungen an den Kaufmann Daniel Hermann zu Elberfeld. Elberfelder Erziehungs-Ver., Erlberfeld 1887 Digitalisierte Ausgabe
- Beiträge zur Chronik der reformierten Gemeinde Elberfeld. Elberfeld 1900.